# Poręba
Poręba – miasto w Polsce, w województwie śląskim, w powiecie zawierciańskim, nad Czarną Przemszą. Pomimo administracyjnej przynależności do województwa śląskiego od 1999 r., kulturowo, historycznie i geograficznie jest częścią Małopolski i dawnej ziemi krakowskiej.
Od 1933 roku ścisły obszar Poręby dzieli się na trzy sektory:
- Poręba I (Nowa Wieś i osiedle fabryczne)
- Poręba II (wieś Poręba)
- Poręba III (wieś Kierszula)

W skład miejscowości wchodzą także dawne wsie: Dziechciarze, Krawce, Niwki i Krzemenda.
Przez miasto przepływa Czarna Przemsza.

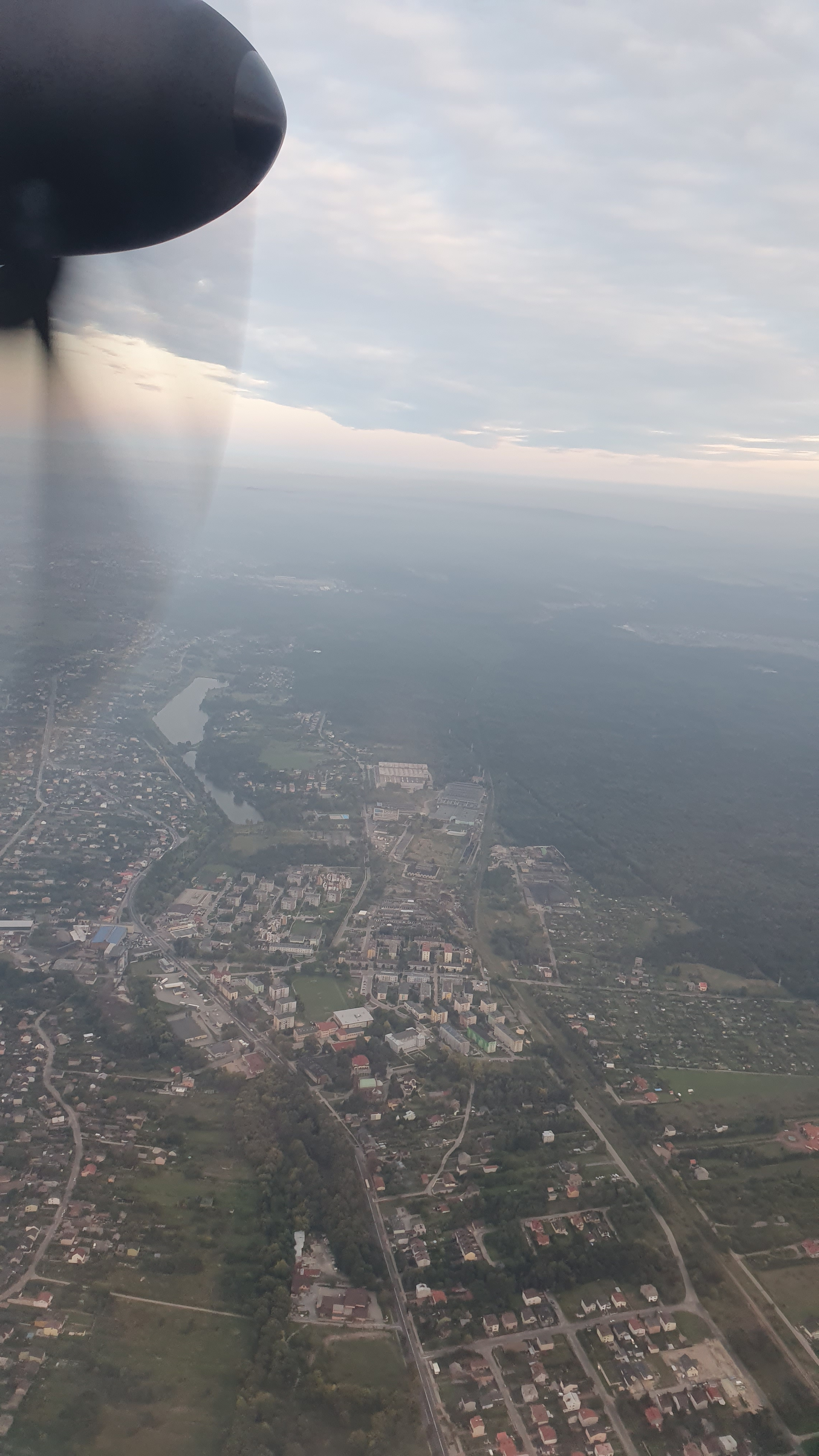
Poręba - widok z samolotu

## Demografia
Dane z 30 czerwca 2004:
| Opis                              | Ogółem | Ogółem | Kobiety | Kobiety | Mężczyźni | Mężczyźni |
| --------------------------------- | ------ | ------ | ------- | ------- | --------- | --------- |
| jednostka                         | osób   | %      | osób    | %       | osób      | %         |
| populacja                         | 8808   | 100    | 4598    | 52,2    | 4210      | 47,8      |
| gęstość zaludnienia (mieszk./km²) | 220    | 220    | 114,8   | 114,8   | 105,1     | 105,1     |

Piramida wieku mieszkańców Poręby w 2014 r.:

## Integralne części miasta Poręba
| SIMC    | Nazwa        | Rodzaj       |
| ------- | ------------ | ------------ |
| 0945545 | Dziechciarze | część miasta |
| 0945574 | Kierszula    | część miasta |
| 0945597 | Krawce       | część miasta |
| 0945611 | Krzemenda    | część miasta |
| 0945640 | Niwki        | część miasta |

## Historia
Osada założona została w XIV wieku. Pierwsza wzmianka o Porębie pochodzi z 1373 roku.
Do 1954 roku siedziba gminy Poręba. W 1957 roku uzyskała status osiedla. W latach 1973–1975 i od 1982 r. była samodzielnym miastem. W latach 1975–1982 położona w granicach Zawiercia. Na terenie dzisiejszej Poręby istniało dawniej wielkie rozlewisko wodne zwane Czarnym Jeziorem. Od tego jeziora Poręba wzięła część swej pierwotnej nazwy. W 1375 osada nosiła nazwę Czarnej Poręby i należała do nijakiego Morawczyka Krzywosąda, zwanego pospolicie Krzywakiem. W XV wieku nazwa została zmieniona na Porębę Mrzygłodzką i przeszła w ręce szlachcica Pileckiego. W XVI wieku osadnictwo tych terenów na prawie magdeburskim spowodowało znaczny rozkwit Poręby. Spore tereny leśne, złoża węgla brunatnego i innych rud sprzyjały rozwojowi przemysłu. W miejscowych lasach wypalano węgiel drzewny. Rozwijał się wytop żelaza oraz stali.
Po III rozbiorze Polski, w 1795 roku, wybudowano w zakładach, w Porębie pierwszy piec do przetapiania rudy. Uruchomienie pieca odlewniczego stworzyło z Poręby ośrodek przemysłowy. Odlewano rury żelazne, elementy do młynów, cegielni oraz innych fabryk, a także na potrzeby rolnictwa. Odlewnia odlewała naczynia emaliowane i urządzenia sanitarne. W tym czasie powstawało wiele nowych osiedli. W latach 1930–1935 wybudowano trzy szkoły podstawowe. W czasie II wojny światowej, zmieniono nazwę Poręby na „Haudorf”. Jeszcze przed I wojną światową w fabryce rozpoczęto produkcję obrabiarek, a po II wojnie światowej obrabiarek ciężkich.

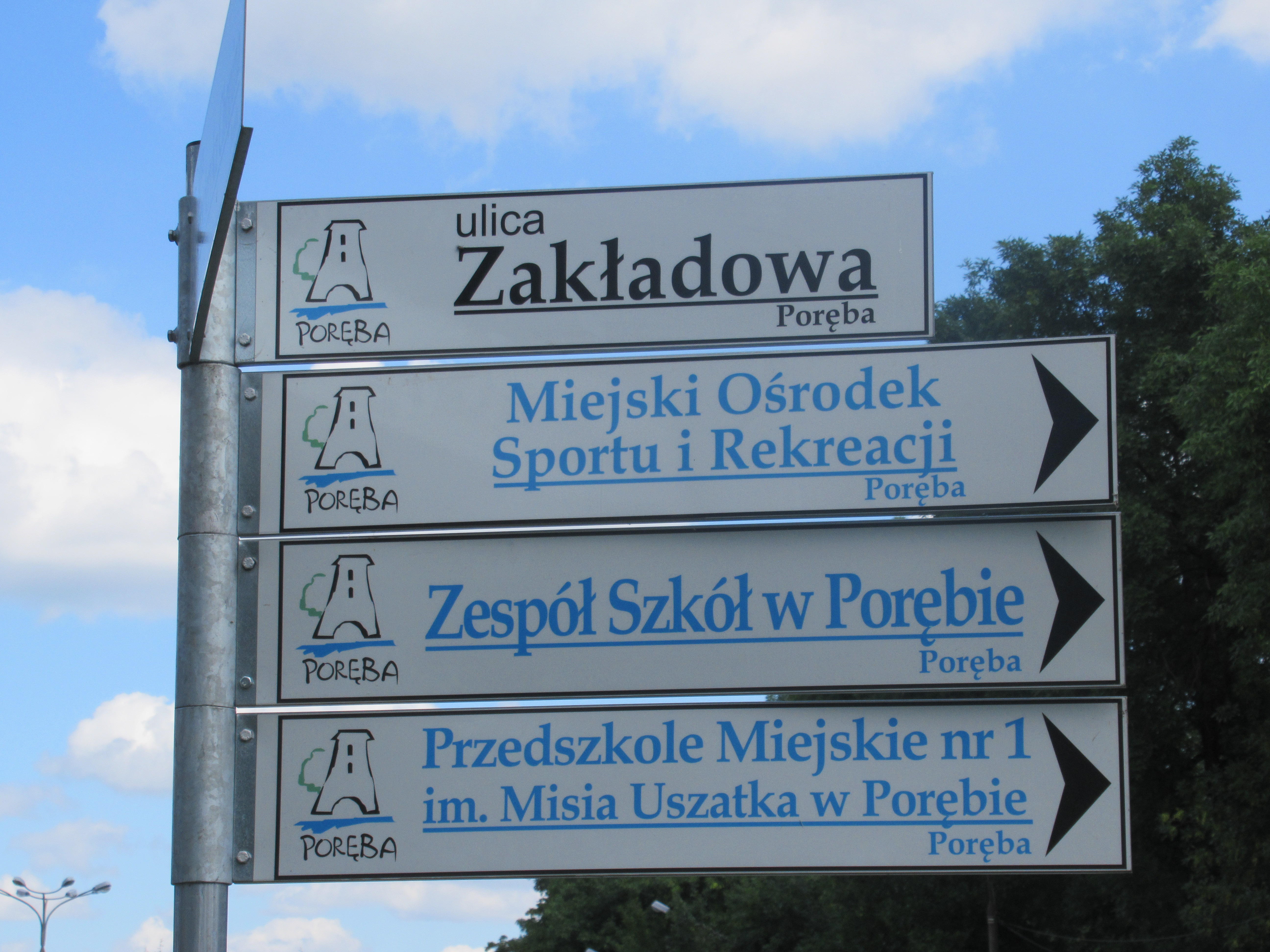
System Identyfikacji Miejskiej w Porębie

## Turystyka
Poręba słynie także z lokalnej potrawy zwanej prażonkami (ziemniaki pokrojone w grube plastry pieczone razem z kiełbasą, boczkiem, cebulą i innymi składnikami). Unikatem jest też naczynie do ich przyrządzania jest to kociołek produkowany w Porębie od ponad 200 lat. Współcześnie ten odlew żeliwny posiada trzy nóżki i pokrywę, która jest do garnka dociskana śrubą. Jednak dawniej potrawę w garnku przykrywano odwróconą darnią trawy. 
Co roku w Porębie urządzany jest Światowy Festiwal Prażonek, gdzie mieszkańcy wspólnie pieką i gustują prażonki. Główną atrakcją festiwalu jest prażenie wielkiego żeliwnego kotła wypełnionego 160 kg ziemniaków.

### Zabytki

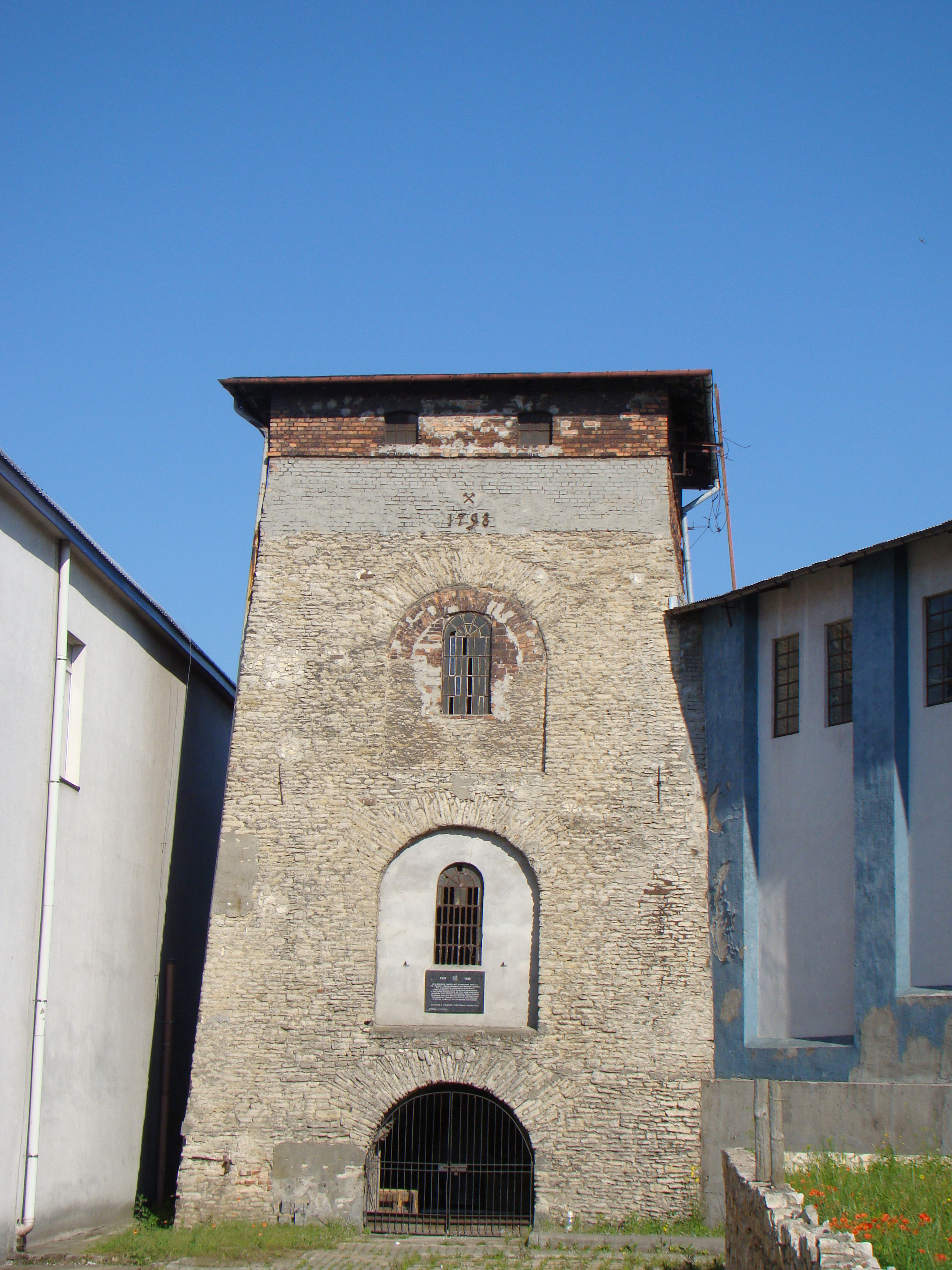
Wieża wyciągowa do transportu wsadu wielkopiecowego z 1798 roku

- wieża wyciągowa w Porębie z 1798 roku – jeden z najstarszych zabytków techniki w województwie śląskim;
- zabytkowe kapliczki z przełomu XVIII i XIX wieku znajdujące się w Porębie i Górce;
- pałacyk z przełomu XVIII i XIX wieku obecnie poczta;
- pałacyk z XIX wieku obecnie urząd miasta;
- neogotycki kościół pw. Zesłania Ducha Świętego z lat 1901–1908 (należący do parafii św. Józefa Oblubieńca NMP);
- stary piec odlewniczy (wspomniana wyżej wieża wyciągowa to fragment pieca odlewniczego);
- Dąb „Bartek”, liczący ponad 700 lat, obwód 600 centymetrów - najstarszy pomnik przyrody w województwie śląskim;
- dwie lipy liczące około 300 lat, znajdujące się na Krzemiendzie przy trasie Zawiercie – Siewierz;
- starodrzew 92 dębów przy ul. Przemysłowej;
- hala starego zakładu z 1898 roku (spłonęła 2 czerwca 2008 roku – pozostały jednak mury zewnętrzne);
- karczma z II połowy XIX wieku w Niwkach.

## Transport

### Drogowy
Chmielnik - Jędrzejów - Szczekociny - Zawiercie - Poręba - Siewierz - Tarnowskie Góry - Gliwice - Rybnik - Wodzisław Śląski

### Kolejowy
Linia kolejowa nr 182 Tarnowskie Góry – Zawiercie.

### Lotniczy
Poręba oddalona jest ok. 20 km od Portu Lotniczego w Pyrzowicach

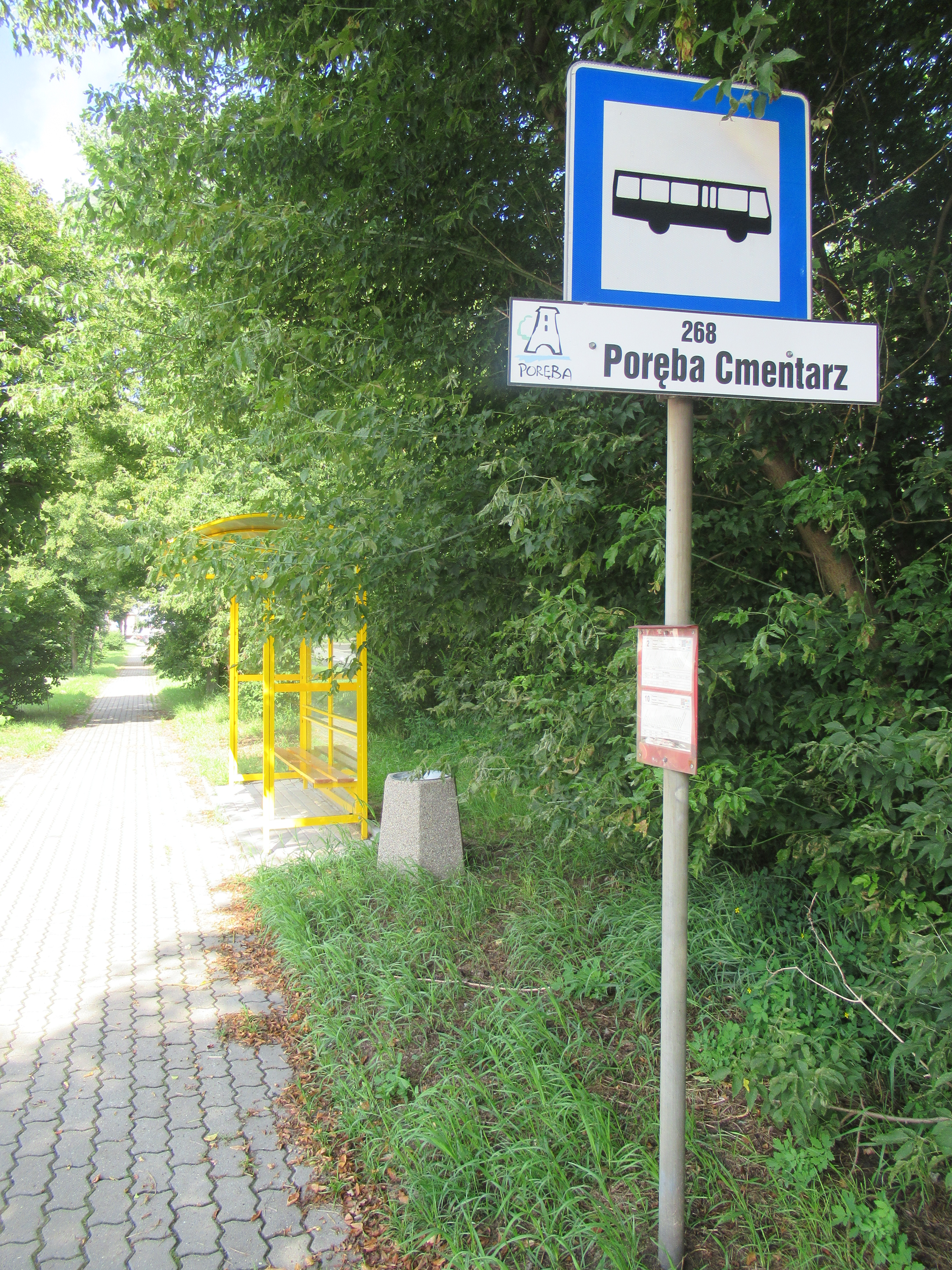
Przystanek autobusowy w Porębie

## Obiekty sportowe
- Stadion Miejski w Porębie
- Teren MOSIR:
- Boisko do siatkówki plażowej,
- Ścianka do Squasha,
- Brodzik dla dzieci,
- Plaża miejska
- Dwa zalewy Poręba I i Poręba II
- Boisko do gry w piłkę nożną, piłkę siatkową i koszykówki przy ZS w Porębie
- Hala widowiskowo-sportowa należąca do Szkoły Podstawowej Nr 1 im. Wojska Polskiego w Porębie
- Orlik 2012

## Edukacja

### Przedszkola
- Przedszkole Miejskie nr 1 im. Misia Uszatka w Porębie.
- Przedszkole nr 2 w Szkole Podstawowej nr 2 im. Jana Pawła II w Porębie

### Szkoły podstawowe
- Szkoła Podstawowa nr 1 im. Wojska Polskiego w Porębie
- Szkoła Podstawowa nr 2 im. Jana Pawła II w Porębie

### Szkoły średnie
- Liceum Ogólnokształcące w Zespole Szkół w Porębie
- Technikum w Zespole Szkół w Porębie
- Szkoła dla dorosłych w Zespole Szkół w Porębie

## Wspólnoty wyznaniowe
- Kościół rzymskokatolicki:

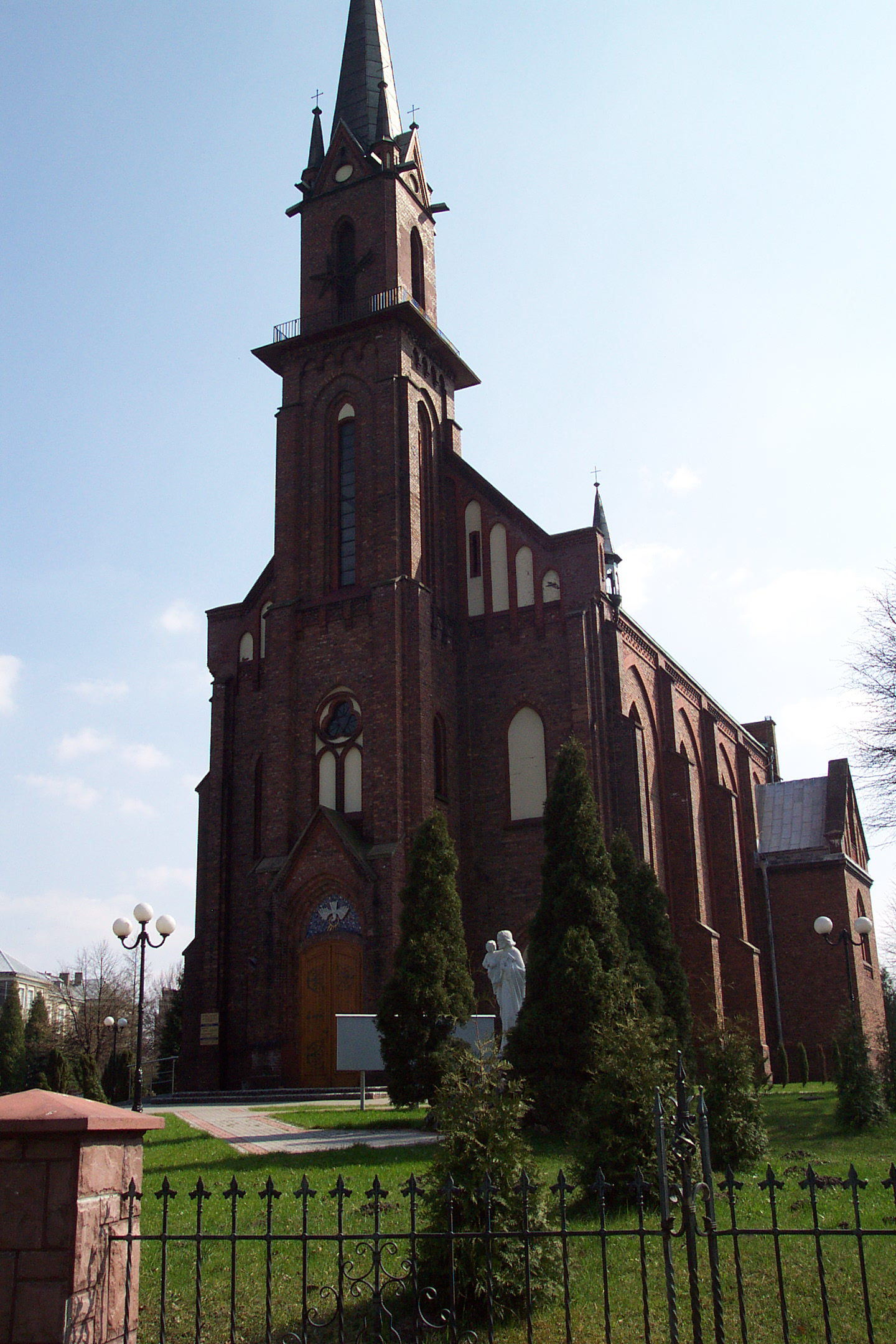
Kościół Świętego Józefa Oblubieńca NMP

  - parafia Najświętszej Maryi Panny Anielskiej
  - parafia św. Jerzego
  - parafia św. Józefa Oblubienica Najświętszej Maryi Panny
- Świadkowie Jehowy:
  - zbór Poręba (Sala Królestwa ulica Zakładowa 11)[5]

## Współpraca międzynarodowa
| Miasta partnerskie |          |
| Kraj               | Miasto   |
| Ukraina            | Winniki  |
| Węgry              | Kistelek |

## Sąsiednie gminy
Łazy, Myszków, Siewierz, Zawiercie